# Ceibas
Ceibas é um município da província de Entre Ríos, na Argentina.